# Diosdado Gaitán Castro
Diosdado Adolfo Gaitán Castro (Huamanga, Ayacucho; 24 de marzo de 1969) es un cantautor y  guitarrista peruano de música andina. Es reconocido principalmente por haber sido el vocalista del dúo musical Gaitán Castro, en la conformó junto a su hermano, el músico Rodolfo Gaitán Castro.

## Primeros años
Nacido en la ciudad de Huamanga del departamento de Ayacucho, el 24 de marzo de 1969, es proveniente de una familia humilde.[cita requerida]
Estudió la primaria y secundaria en el Colegio Particular Salesiano San Juan Bosco en su distrito y tras terminar sus estudios escolares, comenzó a estudiar la carrera de administración de empresas en la Universidad Nacional de San Cristóbal de Huamanga. [cita requerida]

## Trayectoria

### 1987-2000: Carrera con el dúo Gaitán Castro
Mientras estaba estudiando en la universidad, en 1987, Diosdado comenzaría a incursionarse en la música, junto a su hermano Rodolfo, que tiempo después formarían el dúo musical Hermanos Gaitán Castro o popularmente como Gaitán Castro.[cita requerida]
Como parte del grupo, popularizó con los temas musicales como: Amor amor (incluido un videoclip contando con la presencia de la actriz Maricielo Effio), Cómo has hecho, Desde las entrañas del fuego, entre otros de su repertorio musical, siendo éstos primeros los más destacados.[cita requerida]
Además, participó por giras nacionales e internacionales, incluyendo su invitación al concierto Noche de Gala Peruana, que se realizó en la ciudad de Asunción (Paraguay) en 1991; así como en Bolivia, en gira por las ciudades de Potosí, Sucre y Cochabamba en 1992.[cita requerida]
En 1994, recibió una colaboración con la banda musical Los Mojarras para el tema Amor serrano, de la serie homónima que se estrenó en Frecuencia Latina. [cita requerida]
Sin embargo, el grupo se disolvió en el año 2000, con lo que Diosdado retomaría su faceta como solista, en la que comenzó 2 años atrás a lo paralelo con el dúo.[cita requerida]

### 2000-presente: Etapa como solista
Mientras estaba en proyectos con su hermano Rodolfo, en 1998 Gaitán Castro lanzó su primer álbum bajo el nombre de Diosdado, además de lanzar las nuevas versiones de los temas del dúo.[cita requerida]
Tras la separación en el año 2000, Diosdado retomó su faceta como solista, para luego en 2004, lanzar su segundo sencillo denominado ''Diosdado del campo a la ciudad'', donde compuso nuevas canciones, entre ellas, el tema musical ''Mama vieja''. En 2008 experimentó géneros del huayno con arpa con su álbum DGC …llevar.
En su etapa como solista, ha recibido varias condecoraciones por parte del Estado Peruano así como en otros países, recibiendo el premio de honor al Visitante Distinguido en la ciudad de Florida.[cita requerida]
Recibió la medalla de oro en el Festival Internacional del Arte y Cultura, que se realizó en Bolivia en 2014, y el diploma al mérito Toribio Rodríguez de Mendoza, por parte del Congreso de la República del Perú. Además, en 2013 fue condecorado en los Premios International Business Awards, que se desarrolló en el distrito de San Isidro de la capital Lima, por su desarrollo en la música peruana, en 2016 reconocido por la Unesco con el Mérito de Honor a su inalcanzable trabajo y difusión del folclore andino peruano y en 2021, la condecoración de Embajador de la Cultura en la ciudad de New Jersey durante una celebración por el Bicentenario de la Independencia del Perú en el país norteamericano.
En 2014, lanzó su álbum recopilatorio Un saludo a Picaflor, en homenaje al desaparecido cantante Picaflor de los Andes.
En el 2011, formó junto a los también cantantes William Luna, Max Castro y Pepe Alva el grupo musical Proyecto Kuska, teniendo una participación especial, además de ser invitado a algunos programas del canal TVPerú.
En ese mismo año, lanzó su cuarto álbum Como pez en el arpa y en 2013, el quinto álbum Ayacuchomanta.
En 2022, participó en un concierto por Fiestas Patrias en las colonias peruanas de Italia y España, junto a su propio hijo.

## Discografía

### Álbumes con Gaitán Castro
- Elegía (1991)
- Desde las entrañas del fuego (1992)
- Amor amor (1994)
- En Vivo (1995)
- Requiem para un amor (1995)
- Tour 97 (1997)
- Son del sol (1999)
- Manu manito
- Kutimuyninchik

#### Canciones
- Amor amor
- Cómo has hecho
- Desde las entañas del fuego
- Otra vez me equivoqué
- Para chaska
- Olvido que nunca llegas
- El Perú nació serrano
- Amor serrano (con Los Mojarras)
- Maíz
- Vuelven a la eternidad
- Corazoncito mio
- Mi propuesta
- Leño
- Cizaña
- Chipillay Prado

### Álbumes como solista
- Diosdado (1998)
- Diosdado del campo a la ciudad (2004)
- Ande de lo que ande (2005)
- DGC Llevar (2008)
- Y ahora qué (2008)
- Como pez en el arpa (2011)
- Ayacuchomanta (2014)
- Un saludo a Picaflor (2014)
- Con sentido (2019)

#### Canciones
- Profesorita
- Ay, mi cholita
- Contigo yo aprendí
- Tu vida me pertenece
- Mi nombre
- Mama vieja
- Cerveza más cerveza
- Mi chiquitín (cover)
- Un pasajero en el camino (cover)
- Hola cómo estás

### Álbumes con Proyecto Kuska
- Proyecto Kuska (2011)

#### Canciones
- Pechito corazón (con Max Castro, William Luna y Pepe Alva)